# Костянтин I (цар Грузії)
Костянтин I (груз. კონსტანტინე I; 1369–1412) — цар Грузії. Син царя Баграта V Великого та Єлени Трапезундської. Спадкував брату Георгію VII. Представник династії Багратіоні.

## Родина
Був одружений з Натією, дочкою аміреджіба Куцни Габелісдзе. У шлюбі народились:
- Олександр, цар Грузії (1412—1442);
- Баграт, царевич, «провінційний цар»
- Георгій, царевич, «провінційний цар», батько Баграта VI.